# Juan Carlos González Ortiz

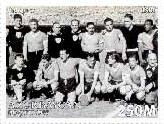
Selección de Fútbol de Uruguay del año 1950

Juan Carlos González Ortiz (Colonia del Sacramento, Uruguay, 22 de agosto de 1924 – Buenos Aires, Argentina, 15 de febrero de 2010) fue un futbolista uruguayo.

## Trayectoria
Jugó de defensa solamente en el Club Atlético Peñarol de Uruguay, equipo con el que disputó más de siete temporadas consecutivas, logrando varios campeonatos.

## Selección nacional
Fue internacional con la Selección de fútbol de Uruguay en varias oportunidades, logrando como máxima gesta deportiva la Copa Mundial disputada en Brasil en 1950. Siendo titular en el partido contra España.

### Participaciones en Copas del Mundo
| Mundial              | Sede   | Resultado |
| -------------------- | ------ | --------- |
| Copa Mundial de 1950 | Brasil | Campeón   |

## Clubes
| Club          | País    | Año       |
| ------------- | ------- | --------- |
| Peñarol       | Uruguay | 1944-1953 |
| Centro Iqueño | Perú    | 1954      |
| Peñarol       | Uruguay | 1955-1956 |

## Palmarés

### Campeonatos nacionales
| Título              | Club    | País    | Año  |
| ------------------- | ------- | ------- | ---- |
| Campeonato Uruguayo | Peñarol | Uruguay | 1949 |
| Campeonato Uruguayo | Peñarol | Uruguay | 1951 |

### Copas internacionales
| Título       | Selección          | Año  |
| ------------ | ------------------ | ---- |
| Copa Mundial | Selección uruguaya | 1950 |

(*) Incluyendo la selección